# Xã Lyon, Quận Lewis, Missouri
Xã Lyon (tiếng Anh: Lyon Township) là một xã thuộc quận Lewis, tiểu bang Missouri, Hoa Kỳ. Năm 2010, dân số của xã này là 431 người.